# 恩格爾斯塔德山
85°29′S 167°24′W / 85.483°S 167.400°W
恩格爾斯塔德山，是南極洲的山峰，位於阿蒙森海岸，處於阿塞爾海伯格冰川源頭，海拔高度3,252米，在1911年由挪威探險家發現，現時由南極條約體系管理。